# ألان باك
ألان باك (بالإنجليزية: Alan Buck)‏ (25 أغسطس 1946 بكولشيستر في المملكة المتحدة - ) هو لاعب كرة قدم بريطاني في مركز حراسة المرمى. لعب مع كولتشستر يونايتد ونادي بول تاون.